# Zottbach
Der Zottbach ist ein Bach, der in Tschechien entspringt. Dort heißt er Celní potok (deutsch: Zollbach).
Bei Waldheim überschreitet er die deutsch-tschechische Grenze, fließt durchs Gebiet und die Hauptorte der Gemeinde Georgenberg und der Stadt Pleystein. Schließlich mündet er südlich von Lohma von rechts in die Pfreimd.

## Geographie

### Verlauf
Die Quellen des im Oberlauf Zollbach, älter Böser Bach, genannten Zottbachs liegen in einem Feuchtgebiet zwischen dem Nordosthang des Glaserberges (Mraveniště vrch, 813 m), dem Osthang des Jelenec und dem Südhang des 772 Meter hohen Mokřiny auf tschechischem Gebiet.
Von dort bahnt er sich seinen Weg nach Südosten.
Dabei nimmt er zahlreiche von rechts und links kommende Bäche auf, die an den Hängen der umliegenden Berge entspringen.
Nach etwa einem Kilometer erreicht er auf 700 Meter Höhe das Feuchtgebiet Ve spáleném.
Nun wendet sich der Zollbach nach Süden.
Nach weiteren 500 Metern fließt er östlich am ehemaligen Dorf Goldbach (Zlatý Potok) vorbei.
An der Ostseite des Zollbaches stehen von Norden nach Süden
der Mühlberg (Mlýnský vrch, 728 m), der Höhenzug U rybnika (694 m), der Hüttenberg (Huťský vrch, 701 m), an seiner Westseite wiederum von Norden nach Süden der Havránek (784 m) und der Kamenec (742 m).
Der Zollbach passiert die Hedwigssäge (U Hedvičiny pily).
Am Fuß des Hüttenberges mündet der Kaltwasserbach (Huťský potok) von links beim ehemaligen Neubau in den Zollbach ein.
Der Kaltwasserbach entspringt am Plesmetzberg (Knižecí strom, 829 m) und durchfließt die ehemaligen Orte Inselthal (Ostrůvek), Neufürstenhütte (Nová Knížecí Huť) und Annaschleife.
Weiter fließt der Zollbach durch die ehemaligen Siedlungen Ernstsäge, Annapolier (U Anenské leštírny), Josefsthal (Josefovo údolí), Altpocher, Böhmischdorf (Česká Ves).
Bevor er auf deutsches Gebiet wechselt, mündet von links der Zahájský potok ein. Nahebei befanden sich früher die Ortschaften Böhmisch Neuhäusl, Wacholderstaude, Neumühle, Neuweiherhäuser, Vorder- und Hinter-Waldheim, Trothäuser, Hagenloh und andere.
Nach 9,3 Kilometern ab der Quelle erreicht der Zollbach die tschechisch-deutsche Grenze, auf der von Osten her das Fressbachl/der Potůček mündet. Ab dort wird er nicht mehr Zollbach, sondern nunmehr Zottbach genannt. Von seinem Einzugsgebiet liegen 33,53 km² auf tschechischem Territorium.
Auf deutschem Gebiet durchfließt der Zottbach Waldheim und wendet sich dahinter in rechtem Winkel nach Westen. Er durchfließt Lösselmühle, Georgenberg, Danzerschleif, Glasschleif, Galsterlohe und wendet sich bei Danzermühle wieder nach Süden.
Auf der folgenden Strecke münden sehr viele Bäche von links und auch einige von rechts in den Zottbach. Nach Papiermühle, Neuenhammer, Hammermühle, Schmidtlerschleif, Prollermühle durchfließt der Zottbach ein enges Durchbruchstal zwischen Birkenbühl und Leo-Maduschka-Felsen.
Vorbei an Hagenmühle, Schafbruck, Peugenhammer, Pingermühle umfließt der Zottbach in einem nach Osten gewandten Bogen das höher gelegene Pleystein. Nach Finkenhammer, Bartlmühle, Trutzhof, Berglerschleif, Lohma Siedlung erreicht der Zottbach Lohma und mündet wenige hundert Meter südlich davon von rechts in die Pfreimd.
Von seiner Gesamtlänge entfallen 19,39 Kilometer auf seinen Mittel- und Unterlauf in Deutschland, von seinem Einzugsbereich 60,45 km².

### Einzugsgebiet

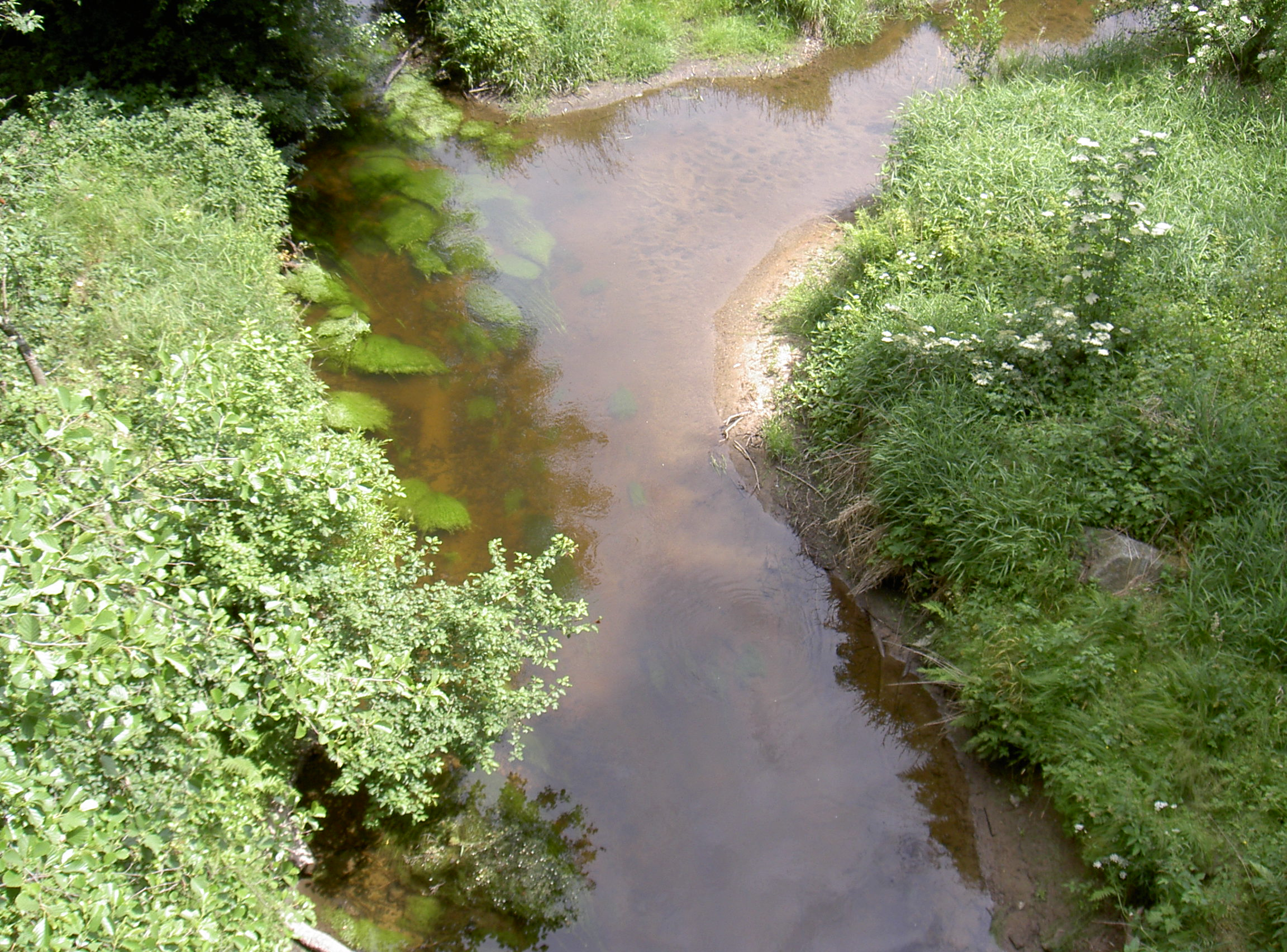
Zottbach von der Zottbachbrücke bei Lohma aus fotografiert

Das 98,62 km² große Einzugsgebiet liegt zwischen dem des Raunetbachs, der ebenfalls in die Pfreimd mündet, im Osten und dem der Floß und der Waldnaab im Norden und Westen. Insgesamt – auch über Zuflüsse erst nach dem Grenzübertritt – liegen davon etwa zwei Fünftel auf tschechischem Staatsgebiet.
- Karte mit allen Koordinaten der Mündungen der Nebenflüsse:
- OSM |
- WikiMap

### Zuflüsse
Hierarchische Liste einer Auswahl von Zuflüssen, jeweils vom Ursprung zur Mündung.
- Zlatý potok oder Goldbach, von rechts ⊙
- Huťský potok oder Kaltwasserbach, von links ⊙
- Zahájský potok oder Waldheimer Bach, von links ⊙
- Potůček oder Fressbächl, von links ⊙ und Osten auf 608 m ü. NHN bei Georgenberg-Waldheim; Grenzbach Tschechien/Bayern
- Modelbach, von links ⊙ und Osten auf 603 m ü. NHN bei Georgenberg-Lösselmühle
- Bernlohbach, von links ⊙ und Südosten auf 599 m ü. NHN bei Georgenberg-Brünst
- Drachselbächl, von rechts ⊙ und Norden auf 588 m ü. NHN in Georgenberg
- Binsenstockbächl, von rechts ⊙ und Norden auf 578 m ü. NHN nach Georgenberg-Danzerschleif
  - Papiererbächl, von rechts
- Kreuzbuchenbächl, von rechts ⊙ und Nordnordwesten auf 577 m ü. NHN vor Georgenberg-Unterrehberg
- Brentenbächl, von rechts ⊙ und Nordwesten auf 570 m ü. NHN vor Georgenberg-Danzermühle
  - Bauernbächle, von links, länger als das Brentenbächle
    - Weiherbächl, von rechts
- Viertenbächl, von rechts ⊙ und Westnordwesten auf 570 m ü. NHN bei Georgenberg-Papiermühle
- (Bach vom Silberbrunnen), von rechts ⊙ und Westnordwesten auf 557 m ü. NHN vor Georgenberg-Neuenhammer
- Schwarzbrunnenbach, von rechts ⊙ und Westsüdwesten auf 552 m ü. NHN bei Neuenhammer
- Kochbach, von links ⊙ und Nordosten auf 533 m ü. NHN gegenüber Pleystein-Hagenmühle
- Mühlbach, von links ⊙ und Osten auf 528 m ü. NHN nach der Hagenmühle
- Schillhopfenbach, von rechts ⊙ und Nordwesten auf 522 m ü. NHN vor Pleystein-Peugenhammer in dessen Mühlkanal
- Zollgraben, von rechts ⊙ und Nordwesten auf 517 m ü. NHN bei Peugenhammer in dessen Mühlkanal
- Pflaumbach, von rechts ⊙ und Westen auf 509 m ü. NHN in Pleystein
  - Oberlaufname Schwarzenbach
- Lehlingbach, von rechts ⊙ und Nordwesten auf 491 m ü. NHN vor Pleystein-Schönschleif
- Fuchsenwiesgraben, von rechts ⊙ und Nordwesten auf 485 m ü. NHN gegenüber Pleystein-Lohma

## Geschichte
Wie schon beim Verlauf des Zottbaches deutlich geworden, befanden sich am Zottbach und seinen Nebenflüssen zahlreiche Hämmer, Sägen, Papiermühlen, Glashütten, Schleif- und Polierwerke.
Die Wasserkraft des Zottbaches wurde schon vor dem 14. Jahrhundert für Mühlen genutzt.
Im 14. Jahrhundert wurden dann viele Mühlen zu Hammerwerken umgebaut und es wurden zusätzliche Hammerwerke neu gegründet.
Am Zottbach waren das Pleystein, Peugenhammer, Hammermühle, Neuenhammer, Faislbach und Gehenhammer.
Viele dieser Hammerwerke gingen im Dreißigjährigen Krieg zugrunde.
Am Zottbach blieben Pleystein und Peugenhammer bestehen.
Einige Hammerwerke wurden im 17. Jahrhundert in Mühlen mit angeschlossenem Sägewerk umgewandelt.
Im 18. Jahrhundert entstanden aus den ehemaligen Hämmern und Mühlen Spiegelschleifen und Polierwerke.
Sie bezogen aus den Glashütten in Böhmen und in Frankenreuth Rohglas und stellten daraus geschliffene Gläser und Spiegel her.
Dieses veredelte Glas wurde nach Nürnberg und Fürth verkauft.
Am Zottbach gab es im 18. Jahrhundert die Spiegelschleifen und Polierwerke Danzerschleif, Galsterlohe, Hagenmühle und Bartlmühle.
Im 19. Jahrhundert wurden viele Spiegelschleifen und Polierwerke neu gegründet oder in älteren Mühlen neue Anlagen eingebaut.
Am Zottbach wurden 1832 die Hagenmühle, 1845 Schafbruck, 1847 Schönschleif, 1851 Finkenhammer und 1854 Neuenhammer modernisiert bzw. neu gegründet.
Auf Grund der abgelegenen und verkehrsungünstigen Lage setzte im 20. Jahrhundert ein rascher Niedergang dieser Betriebe ein.
Verstärkend wirkten der Erste Weltkrieg und die Inflation.
Viele Glashütten und Schleif- und Polierwerke gehörten der jüdischen Glasunternehmer-Familie Kupfer & Glaser, die seit dem 18. Jahrhundert in der Glasherstellung tätig war.
Dazu gehörten am Zottbach und seinen Nebenflüssen Goldbach, Neufürstenhütte, Waldheim, Galsterloh, Neuenhammer, Schmittlerwerk, Hagenmühle, Schafbruckmühle, Finkenhammer und Lohma.
Mit der Machtergreifung der Nationalsozialisten in Deutschland wurden jüdische Unternehmer gezwungen ihren Besitz billig zu verkaufen und ins Exil zu gehen.
Max, Otto, Moritz und Robert Kupfer, die in leitenden Positionen in der Glasherstellung tätig waren, wurden 1941 und 1942 in Konzentrationslagern ermordet. Hermann Glaser überlebte im Exil in Shanghai.

## Tourismus
Entlang des Zottbaches führt der Zottbachtal-Radweg, der den Waldnaabtal-Radweg mit dem Pfreimdtal-Radweg verbindet.